# FK Kauno Žalgiris
FK Kauno Žalgiris, celým názvem Futbolo klubas Kauno Žalgiris, je litevský fotbalový klub z města Kaunas. Klubové barvy jsou zelená a bílá.
Založen byl v roce 2004 v Kaunasu jako FK Spyris. V roce 2013 debutoval v Pirma lyga a v roce 2015 v A lyga.

## Úspěchy
- A lyga
  - 3. místo (2x): 2020, 2021

## Sezóny
FK Spyris
| Sezóny | Div. | Liga       | Misto | Zdroje |        |
| ------ | ---- | ---------- | ----- | ------ | ------ |
| 2013   | 2.   | Pirma lyga | 5.    | [ 1 ]  |        |
| 2014   | 2.   | Pirma lyga | 4.    | [ 2 ]  | Postup |
| 2015   | 1.   | A lyga     | 5.    | [ 3 ]  |        |

FK Kauno Žalgiris
| Sezóny | Div. | Liga   | Misto | Zdroje |
| ------ | ---- | ------ | ----- | ------ |
| 2016   | 1.   | A lyga | 8.    | [ 4 ]  |
| 2017   | 1.   | A lyga | 8.    | [ 5 ]  |
| 2018   | 1.   | A lyga | 5.    | [ 6 ]  |
| 2019   | 1.   | A lyga | 4.    | [ 7 ]  |
| 2020   | 2.   | A lyga | 3.    | [ 8 ]  |
| 2021   | 1.   | A lyga | 3.    | [ 9 ]  |
| 2022   | 1.   | A lyga | 2.    | [ 10 ] |
| 2023   | 1.   | A lyga | 4.    | [ 11 ] |
| 2024   | 1.   | A lyga | 3.    | [ 12 ] |
| 2025   | 1.   | A lyga | .     | [ 13 ] |

## Účast v evropských pohárech
| Ročník  | Soutěž        | Kolo        | Klub             | Doma | Venku | Celkem |
| ------- | ------------- | ----------- | ---------------- | ---- | ----- | ------ |
| 2019/20 | Evropská liga | 1. předkolo | Apollon Limassol | 0:2  | 0:4   | 0:6    |

## Soupiska
Aktuální k 4. 2. 2025
| 22 | Litva    | B | Deividas Mikelionis   |  |  |  |  |  |
| 31 | Litva    | B | Dovydas Vilkas        |  |  |  |  |  |
|    |          |   |                       |  |  |  |  |  |
|    | Nigérie  | O |                       |  |  |  |  |  |
|    | Francie  | O |                       |  |  |  |  |  |
|    | Rakousko | O | Nosa Edokpolor ✔️     |  |  |  |  |  |
|    |          |   |                       |  |  |  |  |  |
| 19 | Litva    | Z | Fedor Černych         |  |  |  |  |  |
| 10 | Litva    | Z | Gratas Sirgėdas       |  |  |  |  |  |
| 9  | Belgie   | Z | Amine Benchaib        |  |  |  |  |  |
|    | Belgie   | Z | Damjan Pavlović ✔️    |  |  |  |  |  |
|    |          |   |                       |  |  |  |  |  |
|    | Litva    | Ú |                       |  |  |  |  |  |
|    | Litva    | Ú | Romualdas Jansonas ✔️ |  |  |  |  |  |
|    |          |   |                       |  |  |  |  |  |

## Bývalí trenéři
- Laimis Bičkauskas (2013 – 2016)
- Vitalijus Stankevičius (2017) [14]
- Laimis Bičkauskas/ Ignas Dedura / Andrius Velička (2017)  [15]
- Johnatan McKinstry (2017)
- Mindaugas Čepas (2017 – 2019)  [16]
- Rokas Garastas (2019—2023)[17]
- Marius Stankevičius (2023)
- Glenn Ståhl (2023–2024)
- Saulius Šimelis (2024)[18]
- Eivinas Černiauskas, 2024–